# Kill Your Darling
Kill Your Darling er en kortfilm instrueret af Alma Wanstrup efter manuskript af Lin Alluna og Michael Valentin Erichsen.